# M. Karunanidhi
M. Karunanidhi, född 3 juni 1924 i Thirukkuvalai i Tamil Nadu, död 7 augusti 2018 på Kauvery Hospital i Chennai, var en indisk politiker. Han var premiärminister (Chief Minister) i delstaten Tamil Nadu och partiledare för Dravida Munnetra Kazhagam.